# Паренсов, Дмитрий Тихонович
Дмитрий Тихонович Паренсов (1778—1868) — генерал от инфантерии, участник Наполеоновских войн.
Родился в 1778 году в семье священника, уроженец Ярославской губернии. В 1796 году поступил в гражданскую службу в Костромское губернское правление с званием регистратора, а в 1805 году определился в Свиту его величества по квартирмейстерской части колонновожатым. Произведённый в подпоручики в 1806 году, он состоял по квартирмейстерской части.
Боевая служба Паренсова определилась участием его во многих кампаниях против Наполеона. В 1807 году он состоял в армии генерала Беннигсена и находился в делах при реке Пасарге, у Ломитена и в генеральном сражении при Гейльсберге.
В 1808 и 1809 годах Паренсов находился при военном министре с поручением описания военных дорог.
В Отечественной войне 1812 года он состоял в корпусе графа Витгенштейна и участвовал в нескольких делах, а затем, находясь при отряде генерал-майора Гамена, действовавшего против маршала Макдональда, участвовал во многих делах; сверх того, с отрядом полковника Родионова вёл партизанские действия на левом берегу Западной Двины. Затем он руководил действиями различных лёгких отрядов, участвовал в сражении при Чашниках, в деле при Лукомле, Борисове при переправе на Березине у Студенки. 3 января 1813 года Паренсов был награждён золотым оружием с надписью «За храбрость».
В 1813 году Паренсов участвовал в занятии Берлина, бомбардировании крепости Виттенберга, в сражениях под Люценом, Бауценом и Лейпцигом. В 1814 году при взятии крепости Форт-Луи он в чине подполковника исполнял должность обер-квартирмейстера 1-го пехотного корпуса и в этом звании вступил с русскими войсками в Париж, а при возвращении Наполеона с острова Эльбы в 1815 году вторично вступил в пределы Франции.
По окончании Наполеоновских войн Паренсов служил по военным поселениям, в 1817 году получил чин полковника и в 1821 году назначен обер-квартирмейстером корпуса военных поселений. 21 мая 1826 года он был произведён в генерал-майоры с назначением состоять при начальнике 6-й пехотной дивизии. В том же году был назначен начальником по выделу корабельных лесов на казённых землях северного округа, а в 1827 году — начальником выдела корабельных лесов низового округа. Начальник Главного морского штаба в отношении своем к военному министру указывал на то, что если бы не особые заслуги генерал-майора Паренсова по охранению казённых лесов, то русский флот не имел бы материала для сооружения судов. 26 ноября 1827 года Паренсов за беспорочную выслугу 25 лет в офицерских чинах был награждён орденом Св. Георгия 4-й степени (№ 4053 по кавалерскому списку Григоровича — Степанова).
В 1833 году отчисленный состоять по армии, Паренсов 12 декабря 1835 года был избран членом-корреспондентом Статистического отделения Министерства внутренних дел, а в 1845 году произведён в генерал-лейтенанты, в 1846 году награждён орденом Св. Владимира 2-й степени и в 1847 году избран членом-сотрудником Русского Географического общества.
В 1856 году он был награждён орденом Белого орла и бриллиантовой табакеркой с портретом государя императора.
Умер в 1868 году в чине генерала от инфантерии в своём имении в Грязовецком уезде Вологодской губернии.
Его сын Пётр также был генералом от инфантерии, военным министром Болгарии и известным военным писателем.